# Béton (roman)
Pour l’article homonyme, voir Béton.
Béton (titre original : Beton) est un roman de l'écrivain autrichien Thomas Bernhard publié en allemand en 1982 et traduit en français en 1985.

## Histoire
Comme d'autres livres de Thomas Bernhard, il se présente sous la forme d'un monologue de 150 pages sans chapitres ni paragraphes. Il s'agit d'une diatribe de Rudolf, un Viennois épris de musique classique en convalescence. Isolé du monde extérieur, Rudolf, qui souffre de sarcoïdose, a passé toute sa vie d'adulte sur des projets d'écriture concernant des musiciens classiques.
Le critique Hellmuth Karasek a qualifié le personnage principal d'alter ego de l'écrivain.

## Édition
Ce roman a été traduit en français et édité par Gallimard en 1985.